# 보란

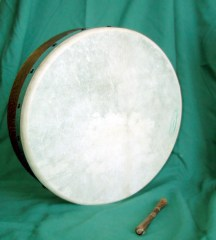
보란

보란 또는 버우란(아일랜드어: bodhrán)은 아일랜드의 전통 타악기로, 셀틱 포크 음악에 널리 쓰인다. 염소 가죽으로 만들며, 테두리 한 쪽에 가죽을 씌우고 반대쪽에는 긴 막대를 테두리를 가로지르게 놓아 손잡이로 사용한다. 연주법에는 두 가지가 있다. 하나는 톱 엔드 스타일이라 하여 단순히 채 한쪽 끝을 잡고 다른 쪽으로 가죽을 두드리는 것으로, 일반적인 북 치는 법과 같다. 다른 하나는 케리 스타일이라 하며채 가운데를 잡고 양쪽 끝을 가죽을 두드리는 것이다. 더 클랜시 브라더스, 더 코리스 등의 셀틱 포크 음악가들이 널리 사용하였다.

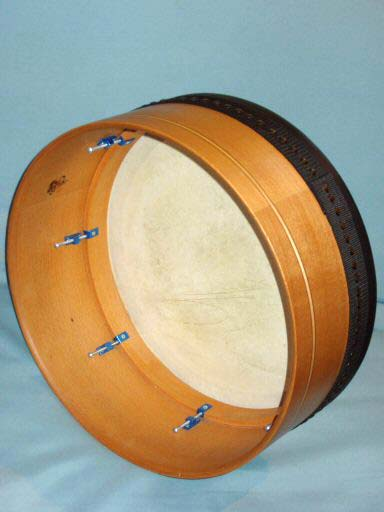
조정할 수 있는 보란
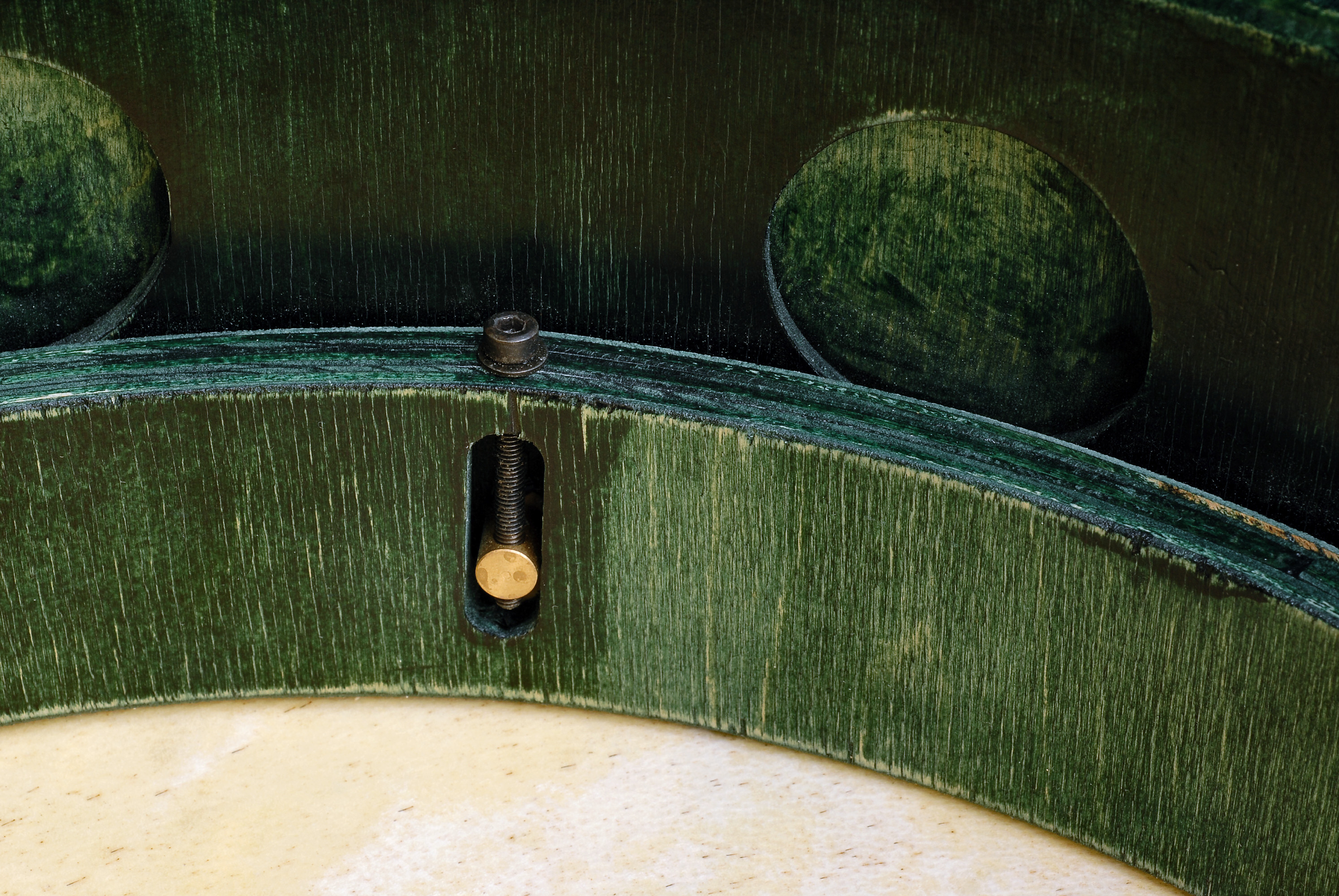
보란 안쪽(브렌든 화이트 보란)
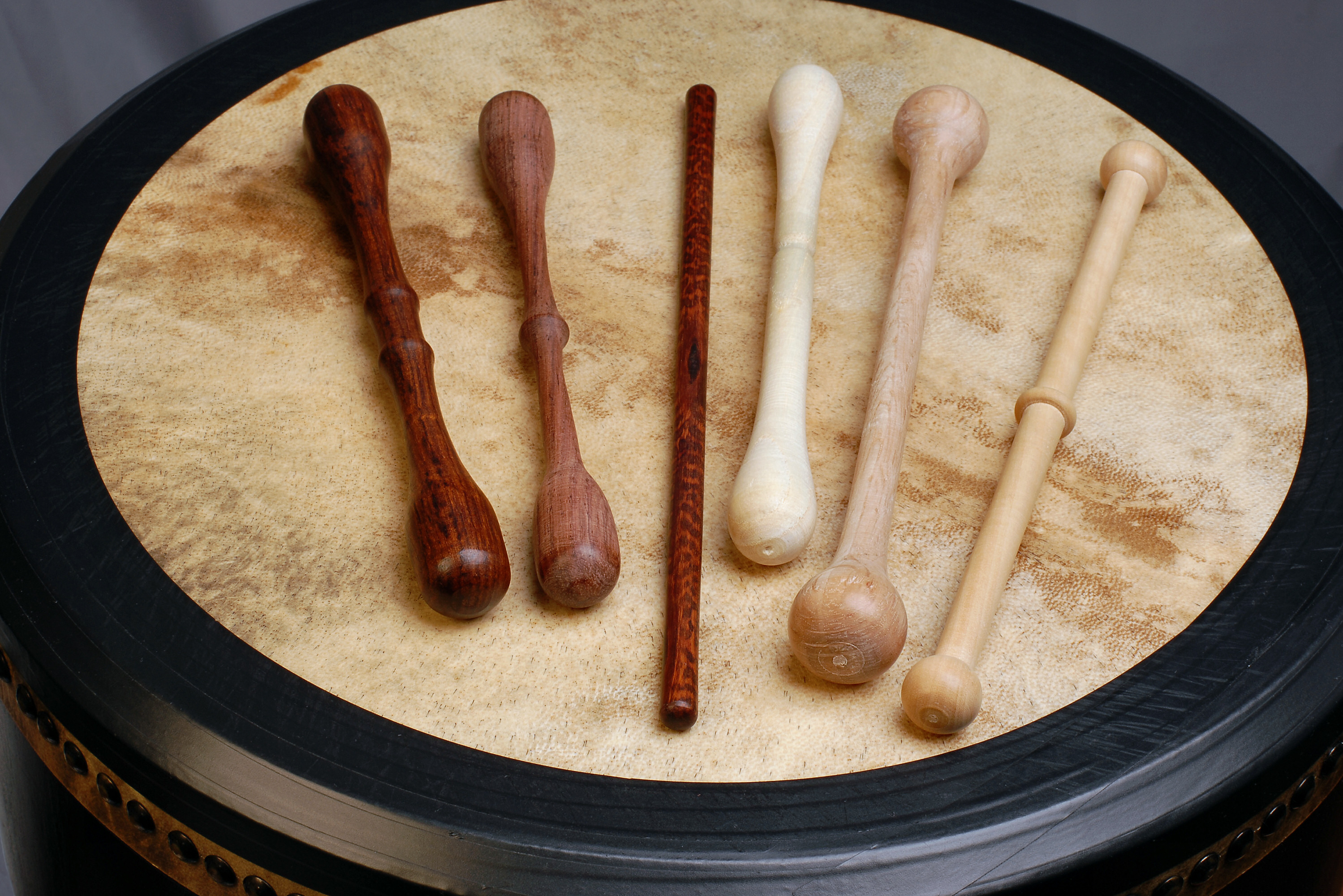
다양한 모양의 보란 채들
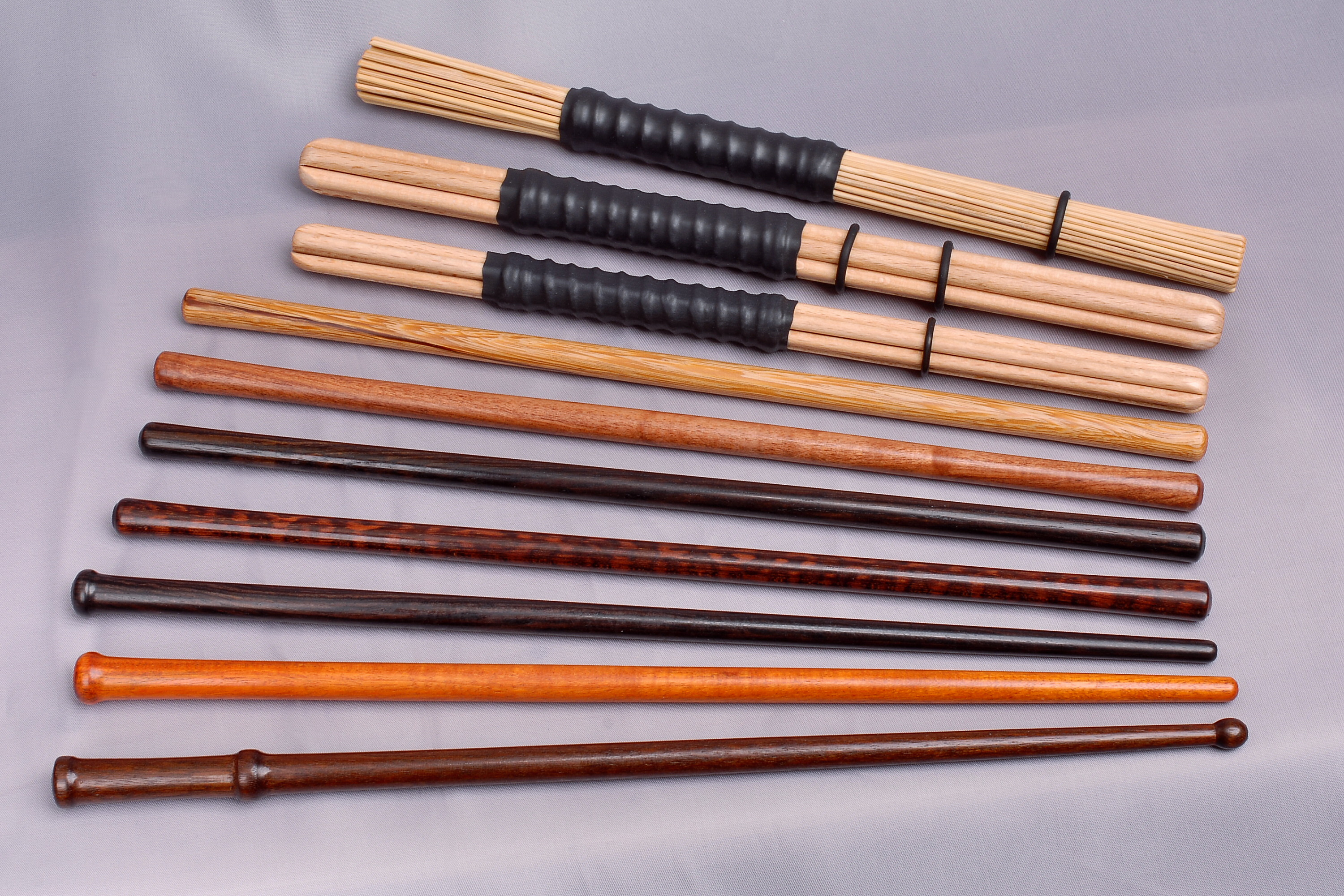
현대 스타일의 보란 채들
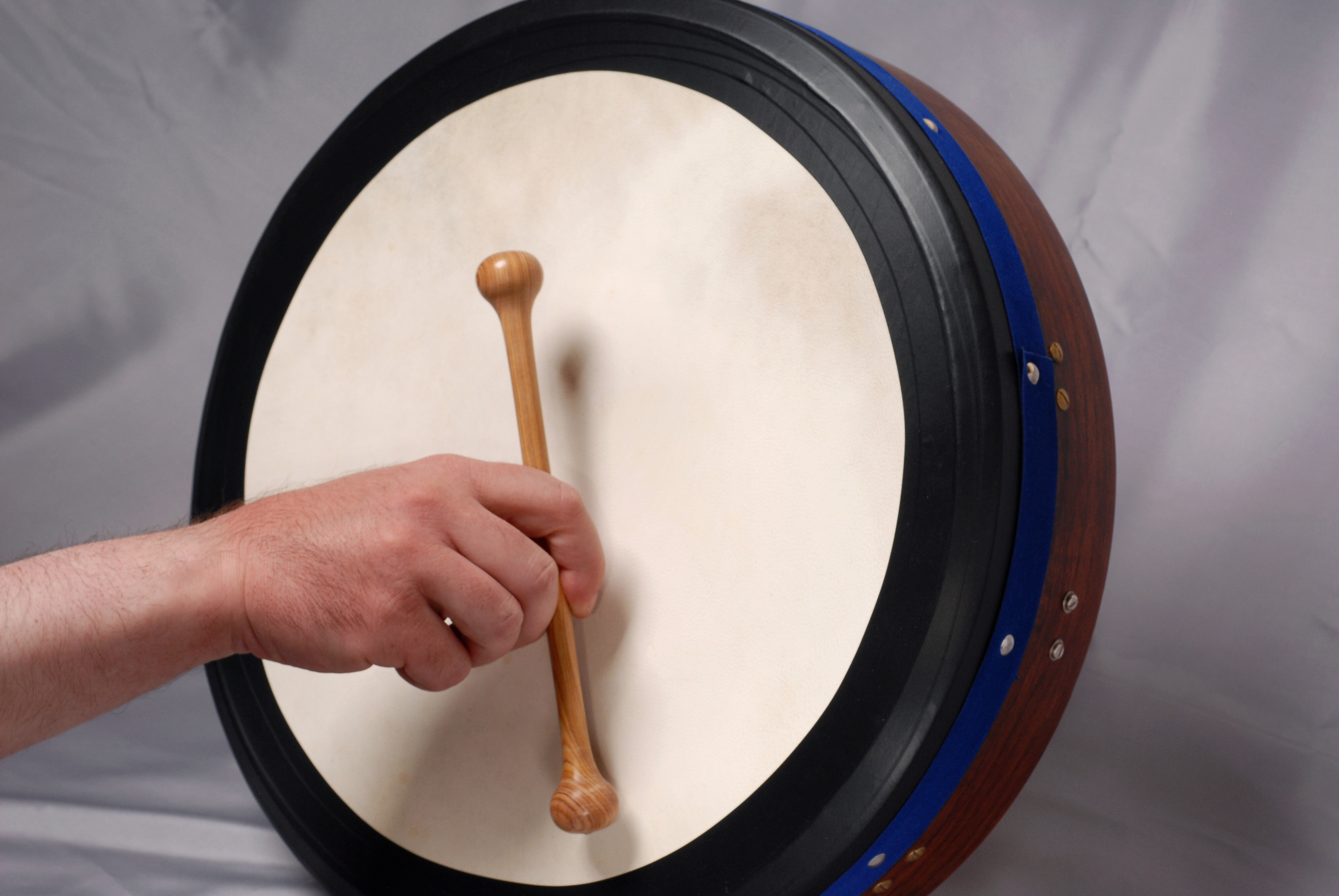
케리 스타일의 보란 연주법
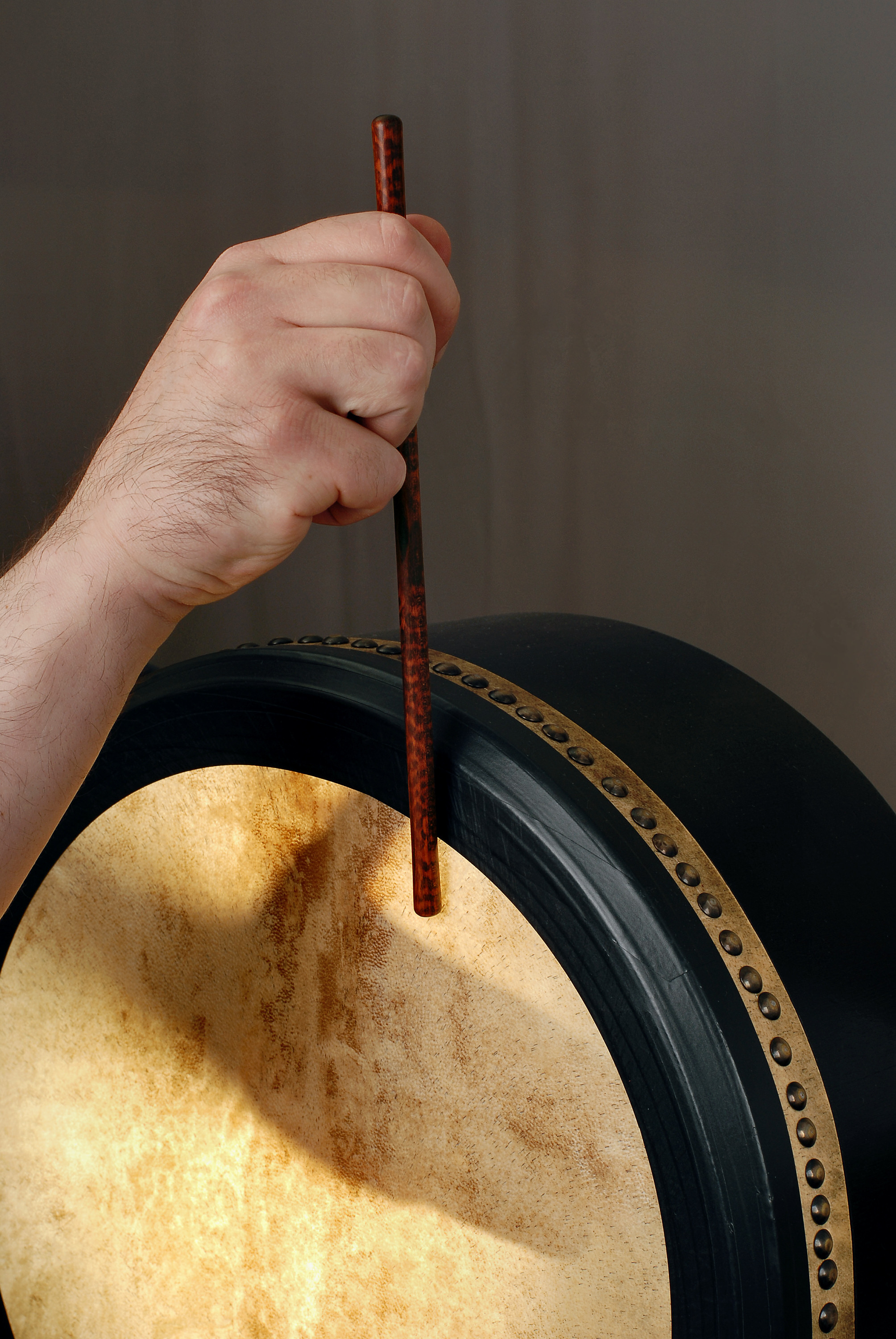
톱 엔드 스타일의 보란 연주법
- 보란 소리